# Perfluorpentansäure
Perfluorpentansäure ist eine chemische Verbindung aus der Gruppe der Perfluorcarbonsäuren.

## Eigenschaften
Perfluorpentansäure ist eine bräunliche Flüssigkeit. Von PFPeA gibt es theoretisch 4 Skelettisomere.

## Verwendung
Perfluorpentansäure ist eine kurzkettige Perfluorcarbonsäure, die im Allgemeinen als industrielles Tensid und Oberflächenschutzmittel verwendet wird. Sie wird auch bei der Analyse von Perfluoroctansulfonat und verwandten Fluorchemikalien in Wasser und biologischen Gewebeproben mittels Flüssigchromatographie-Ionenfallen-Massenspektrometrie eingesetzt.

## Regulierung
In der EU sind die Höchstmengen von per- und polyfluorierten Alkylverbindungen (PFAS) im Trinkwasser über den Anhang I, Teil B der Richtlinie (EU) 2020/2184 (Trinkwasserrichtlinie) mit zwei verschiedenen Summen-Grenzwerten geregelt. Danach darf der Gesamtgehalt aller PFAS 0,5 μg/l, und die Summe der im Anhang III Teil B Nummer 3 genannten PFAS (PFAS-20), zu welchen auch Perfluorpentansäure gehört, 0,1 μg/l nicht überschreiten. Als Europäische Richtlinie ist die Richtlinie (EU) 2020/2184 allerdings nicht unmittelbar gültig, sondern muss jeweils in nationales Recht umgesetzt werden. In Deutschland wurde dies durch die Novellierung der Trinkwasserverordnung umgesetzt.